# Quique González
Enrique González Morales, conocido artísticamente como Quique González (Madrid, 17 de octubre de 1973) es un cantante y compositor español de música rock.

## Trayectoria musical

### Comienzos (1993-1998)
Muy aficionado al deporte, fútbol y baloncesto en especial, con trece años intenta entrar en el equipo de cadetes del Real Madrid, pero una lesión trunca su carrera deportiva. Tras acabar sus estudios y realizar diversos trabajos en Mallorca (como animador turístico en un hotel de la cadena Sol Meliá) y Londres (en un McDonald's), decide intentar dedicarse a su otra pasión, la música. Regresa a su ciudad y busca un profesor de guitarra, entrando en contacto con Carlos Raya, que se convertirá en su productor y colaborador más habitual.
El artista cacereño José Cepeda[cita requerida] le introduce en las pequeñas salas madrileñas, en las que comienza a actuar. En una de ellas, el Rincón del Arte Nuevo, suele compartir escenario con Enrique Urquijo, para quien compone la canción «Aunque tú no lo sepas», que aparece en el segundo disco de Enrique Urquijo y Los Problemas, Desde que no nos vemos (1998) y que interpretan juntos en el programa Séptimo de caballería de TVE1 el 7 de diciembre de 1998. Para la canción se inspira en el poema homónimo de Luis García Montero.
Las dos primeras canciones que Quique González graba y publica, «Romeo y Julieta» y «Ardiendo a un clavo», aparecen en el disco colectivo Cantautores, la nueva generación.

### Etapa en Universal (1998-2002)
Tras fichar con la discográfica Mercury, en 1998 se publica Personal. El disco, que produce Carlos Raya, contiene once canciones en las que domina el sonido de la guitarra. Los textos mezclan recuerdos de la juventud («Y los conserjes de noche», «Cuando éramos reyes»), reivindicaciones de su personalidad como músico («Personal», «Músico de guardia», «De tanto que lo intenté») y canciones de amor («Se nos iba la vida», «Con vistas al mar», «Fito», esta última dedicada a Fito Páez). El disco no tiene gran repercusión comercial y González se queda sin compañía de discos.
Entre 1998 y 2001 escribe canciones que graban, de forma básica, Carlos Raya y José Nortes en casa del primero. Presentan las maquetas a Polygram, propietaria de Mercury, que está en proceso de fusión con Universal. La compañía decide contratarlo de nuevo y, en lugar de realizar una nueva grabación en estudio, edita las maquetas con leves retoques. El resultado será el disco Salitre 48, que se publica el 21 de mayo de 2001 y que contiene dieciséis canciones. La producción acústica, alejada del tono de su debut, resalta la vertiente más intimista de González en canciones como «Salitre», «La ciudad del viento», «Rompeolas», «Bajo la lluvia», «De haberlo sabido» o «Permiso para aterrizar», aunque otras canciones, como «39 grados», «Perdone agente» o «Jukebox», conservan el espíritu roquero de Personal. El álbum toma su título de un domicilio madrileño (Salitre, 48) donde residió el músico.
Tras la fusión con Polygram, la disquera Universal prescinde de varios artistas, entre los que se encuentra Quique González, a quien vuelve a contratar tras nuevos cambios. Para su tercer disco, Pájaros mojados, que aparecerá el 21 de octubre de 2002, busca una producción más elaborada, introduciendo por primera vez una sección de vientos y otorgando protagonismo al piano, que toca Basilio Martí, teclista habitual de Antonio Vega, con quien también colabora en ese momento el productor del álbum, Carlos Raya.
Tras nuevos problemas con Universal, González pide la carta de libertad y comienza una nueva etapa.

### Manifiesto y giras independientes (2002-2006)
El 9 de abril de 2003, con las listas de ventas de discos copadas por concursantes de Operación Triunfo y las discográficas aludiendo a una crisis creativa, Quique González lanza a través de su página web una carta abierta a la que da el título Peleando a la contra, que toma de un recopilatorio de Charles Bukowski. En ella se distancia de las grandes compañías discográficas, considerando que tratan la música como un bien de consumo más, y detalla las razones que le llevan a emprender un camino propio, a modo de artesano. A continuación programa una indefinida gira, durante la que cuenta con el único apoyo de Rebeca Jiménez.
Los conciertos se desarrollan en locales de pequeño aforo, con un carácter muy intimista y logrando una gran comunicación con el público, al que pide que escoja las canciones que posteriormente interpreta, en solitario, con guitarra acústica, piano o armónica. Las funciones se convierten en un escaparate atípico, en el que a veces estrena temas al poco de componerlos, muchos de los cuales incluirá en su siguiente disco. Aun así, algunas se mantendrán inéditas con el paso del tiempo, como la canción que toma el nombre de la propia gira, «Peleando a la contra». En su página web difunde varias actuaciones, tanto de su anterior etapa (en la sala Aqualung) como de esta (en Córdoba), así como dos canciones grabadas en la sala madrileña Galileo Galilei, donde se presenta con asiduidad en compañía de distintos colaboradores.
Kamikazes enamorados, primer disco de esta nueva etapa, sale en octubre de 2003 en la discográfica Varsovia Records, creada al efecto por el propio Quique González. El disco pretende recoger la inspiración de la gira y es, por tanto, intimista y parco en instrumentaciones: carece de batería, bajo o guitarras eléctricas, y los instrumentos principales (guitarras acústicas y piano) los tocan el propio Quique González y Carlos Raya, que asimismo aporta una guitarra slide y dos composiciones instrumentales. Rebeca Jiménez, que se convierte en su pareja sentimental en plena gira, canta en «Calles de Madrid»; Pancho Varona hace coros en «Piedras y flores» y «Te lo dije»; y Eduardo Ortega toca el violín en «Palomas en la Quinta». A pesar de no sonar en las radiofórmulas, el disco alcanza cifras de ventas similares a las de los discos publicados por Universal. González lleva a cabo la gira de presentación en teatros, junto a Raya, Jiménez y Ortega, o en locales de pequeño aforo, en solitario.
Tras un período de descanso, que incluye una mudanza a Cantabria con Rebeca Jiménez, se publica La noche americana (2005), segunda referencia de Varsovia Records. La grabación se realiza en solo once días, con una banda tocando en directo y pocos retoques posteriores. Vuelven las guitarras eléctricas, pero el sonido es mucho más crudo que el de Personal. Aunque la producción corre a cargo de los habituales Raya y Nortes, la masterización la realiza en Nashville Richard Dodd, ingeniero de Tom Petty, Johnny Cash o George Harrison. Parte del repertorio procede de un proyecto desistido: un disco conceptual alrededor de la figura de un boxeador llamado Kid Chocolate. Pancho Varona colabora en la autoría de «Se equivocaban contigo», Jorge Drexler canta en «Me agarraste» y David Serrano dirige el vídeo del primer sencillo, «Vidas cruzadas». Para la presentación del disco se organiza una gira con banda, cuya guitarra tocará David Gwynn en sustitución de Carlos Raya, ocupado con M-Clan. Los conciertos se realizan en locales de aforo superior a ocasiones anteriores.
El final de esta etapa coincide con la participación de Quique González en Laboratorio Ñ, proyecto conjunto con Iván Ferreiro, Leiva y Rubén Pozo (Pereza) y Xoel López (Deluxe) que lo lleva a tierras argentinas durante tres semanas del mes de noviembre de 2005.

### Etapa en Warner (2006-2008)
A principios de 2006, cansado de realizar las tareas ajenas al trabajo de músico que tenía que desempeñar con su compañía Varsovia Records, González decide fichar por DRO Atlantic, filial de la multinacional Warner. La firma del contrato se refleja en la pronta publicación de Ajuste de cuentas, recopilatorio en directo de sus mejores temas más cuatro nuevos, que interpretó en Madrid el 2 de febrero de 2006 con las colaboraciones de Iván Ferreiro, Enrique Bunbury, Jorge Drexler o Miguel Ríos.
A su desarrollo artístico se le unen el reconocimiento por parte del rock patrio y el lanzamiento de Avería y redención #7 en septiembre de 2007. El álbum, que esta vez aparece directamente con el sello de Warner, recibe los galardones de mejor álbum nacional del año en la edición española de la revista Rolling Stone y quinto mejor del año para los lectores del suplemento EP3 de El País y la nominación en la categoría de mejor álbum de rock en la duodécima gala de los Premios de la Música. La banda La Aristocracia del Barrio, que forman el guitarrista Javier Pedreira, el bajista Jacob Reguilón y el baterista Carlos Aranzegui, respalda a Quique González durante los más de sesenta conciertos de la gira, en la que logra agotar todas las localidades en numerosos teatros españoles, actuar en festivales de verano y telonear a Bob Dylan en Jaén.
En la recta final de 2008 planifica varias actuaciones para despedirse de la banda y conmemorar de paso el décimo aniversario de su carrera. En ellas interpreta las canciones que sus seguidores, a través de su web, seleccionaron de entre sus seis discos de estudio.

### Independencia y presente (desde 2009)
Tras romper con la discográfica Warner, vuelve a registrar sus grabaciones con su firma Varsovia Records, distribuyéndolos a través de los canales de grandes discográficas como Sony o Prisa.
En 2009 graba en Nashville su disco Daiquiri blues con Brad Jones, reputado productor; Brian Owings, baterista de Emmylou Harris y Buddy Miller; y el instrumentista Al Perkins, colaborador de Bob Dylan, Rolling Stones (en Exile on Main St.), Randy Newman o Gram Parsons. Con dicho productor también grabará, en 2013, el álbum Delantera mítica.
En 2014 publica la edición limitada de un sencillo que incluye «Clase media» y «El día de año nuevo», en el que participan los músicos de la gira Delantera mítica. Esta banda graba Me mata si me necesitas, que cuenta con la producción de Ricky Falkner y la voz de Nina de Juan, cantante de la banda Morgan, en el tema «Charo». El disco, que sale el 4 de marzo de 2016, puede escucharse un día antes en la web de El País.
En 2019 culmina uno de sus mayores anhelos creativos: la realización de un disco, Las palabras vividas, compuesto sobre diez poemas de Luis García Montero, escritos expresamente para la ocasión.

## Estilo
Las referencias musicales en el estilo de Quique proceden, sobre todo, de solistas de rock de tradición anglosajona como Bob Dylan, Neil Young, Tom Petty, Van Morrison, Ryan Adams, Lucinda Williams o Gillian Welch, además de bandas como Wilco; y de españoles como Burning, Los Secretos, Antonio Vega y Joaquín Sabina. Entre sus referencias literarias se encuentran las de poetas como Bukowski, Mario Benedetti, Ángel González, Jorge Manrique y el ya mencionado Luis García Montero.

## Colaboradores
Aunque Quique González suele firmar sus discos con su nombre, en algunas giras eléctricas se ha acompañado de bandas como Los Conserjes de Noche (hasta Pájaros mojados), Los Taxidrivers (desde La noche americana hasta Ajuste de cuentas), La Aristocracia del Barrio (Avería y redención #7) o Los Detectives (Me mata si me necesitas). Otros colaboradores habituales son:
- Carlos Raya: guitarra y producción (1998-2006)
- José Nortes: coproducción (junto a Carlos Raya, 2002-2006)
- Rebeca Jiménez: voz, teclado y piano (2002-2008)
- Fernando Fernández Maquieira: fotografía y diseño gráfico (desde 1998)
- Joserra Senperena: teclado, piano y Hammond B3 en Ajuste de cuentas y la gira Desajuste de cuentas (2006)
- Basilio Martí: teclado y piano en Pájaros mojados y Kamikazes enamorados
- Fernando Macaya: voz, guitarra, pedal steel, producción de imagen en los documentales Dónde están las gafas de Mike, Avería y redención y Daiquiri blues

## Discografía
Los sencillos que tuvieron videoclip se señalan en negrita.
- Personal (1998, Mercury)
  - Sencillos: «Personal», «Y los conserjes de noche» y «Cuando éramos reyes»
- Salitre 48 (2001, Universal)
  - Sencillos: «La ciudad del viento», «39 grados», «Crece la hierba» y «Salitre»
- Pájaros mojados (2002, Universal)
  - Sencillos: «Pájaros mojados» y «Torres de Manhattan»
- Kamikazes enamorados (2003, Varsovia Records)
  - Sencillo: «Calles de Madrid»
- La noche americana (2005, Varsovia Records)
  - Sencillo: «Vidas cruzadas»
- Ajuste de cuentas (2006, DRO Atlantic), recopilatorio en directo más cuatro temas nuevos
  - Sencillo: «Caminando en círculos»
- Avería y redención #7 (2007, GASA)
  - Sencillos: «Hay partida» y «Avería y redención»
- Daiquiri blues (2009, Sony)
  - Sencillo: «La luna debajo del brazo»[8]
- Delantera mítica (2013, Varsovia Records)
  - Sencillos: «Tenía que decírtelo», «Dallas-Memphis» y «¿Dónde está el dinero?»
- «Clase media» (2014, Varsovia Records)
- Me mata si me necesitas (2016, Varsovia Records)
  - Sencillos: «Charo», «Se estrechan en el corazón» y «Sangre en el marcador»
- En vivo desde Radio Station (2018, Varsovia Records), disco en directo
- Las palabras vividas (2019, Varsovia Records)
  - Sencillos: «La nave de los locos» y «Bienvenida»
- Sur en el Valle (2021, Varsovia Records)
  - Sencillos: «Puede que me mueva» y «Jade»

Quique González puso en su página web varias grabaciones a disposición de sus seguidores, entre las que se encontraban el concierto con banda en Aqualung del 1 de marzo de 2002 y los acústicos en Córdoba y la sala Galileo Galilei de Madrid, ambos de 2003.
- Copas de yate (2023, Cultura Rock Records / Varsovia!! Records). Disco de versiones.
  - Sencillos: «A media luna»
- 1973 (2025, Cultura Rock Records)

### Colaboraciones
Ha compuesto canciones que han grabado otros artistas, como «Aunque tú no lo sepas» (Enrique Urquijo y Los Problemas, en su disco homónimo, 1998), «Discos de antes» (Los Secretos: Solo para escuchar, 2002), «Al vuelo» (Luz Casal: Sencilla alegría, 2004) o «Perdida en la universidad» (Stereotipos, en su disco homónimo, 2007).
También ha cantado como invitado o participado en álbumes colectivos:
| - «Seré», en Carlos Chaouen: Maldita (2000) - con Javier de Torres: «Nadie encuentra lo que busca», en Partiendo de Cero. El homenaje a 091 (2002) - «Tuve que correr», en Nacho Béjar: Donante de corazón (2004) - «Contrabando y traición», en Que te vaya bonito. Tributo a México (2005) - «Entre salitre y sudor», en Cien gaviotas dónde irán. Un tributo a Duncan Dhu (2005) - «Esto es un atraco», en Burning: Dulces dieciséis (2005) - «Si quieres bailamos», en Pereza: Los amigos de los animales (2006) - «Donde cruza la frontera», en Diego Vasallo: Las huellas borradas (2006) - «Después de brindar», en Ariel Rot: Duos, tríos y otras perversiones (2007) - «Sueños sencillos», en Hechos de nubes. Homenaje a Pablo Guerrero (2007) - «Yo nací para estar en un conjunto», en Pereza: Aproximaciones (2007) | - «5000 años», en Pedro Guerra: Vidas en Vivo (2008) - «Todo está perdido», en Candy Caramelo: Por amar no hay que pagar (2008) - «El viento a favor», en Hechizo. Tributo a Héroes del Silencio y Bunbury (2010) - «Dentro de un cuadro», en Merche Corisco: Oasis (2010) - «En medio de ningún lado», en José Ignacio Lapido: De sombras y sueños (2010) - «Sudando la tristeza», en Leiva: Diciembre (2012) - «Todas las aves del Sur», en Fabián: (La brisa leve) La luz distinta (2013) - «La cuerda floja», en La Maravillosa Orquesta del Alcohol: ¿Quién nos va a salvar? (2013) - «Ni héroes ni insectos», en Santos: El sueño del mamut (2015) - «Collar abandonado», en El Drogas: Un día nada más (2016) |